# 洪吉童作戰
洪吉童作戰（：／），或譯洪吉童行動，是大韓民國國軍在越南戰爭中規模最大的軍事行動，這長達48日的作戰成功遏止了越南人民軍及越共對反共陣營控制區的滲透。根據韓國軍事後的報告，越方戰死638人、韓方陣亡26人，約為24:1，韓國軍並在事後繳獲了98組多人武器及359支單兵武器。